# Napola – A Führer elit csapata
A Napola – A Führer elit csapata 2004-es német háborús filmdráma. Írta és rendezte Dennis Gansel.
A film 1942-ben játszódik a náci Németországban.

## Cselekmény
|  | Alább a cselekmény részletei következnek! |

Friedrich Weimer egy németországi munkáscsalád idősebbik fia. Munka után eljár boxolni egy klubba. Itt figyel fel a tehetségére a Napola egyik tanára. Felajánlja Friedrichnek, hogy segít neki bejutni a Napola Allenstein-ba. A fiú elmegy a felvételi vizsgára, ahol sikeresen felvételizik. Apja azonban egyáltalán nem örül neki, veszélyesnek tartja. Friedrich azonban a kitörésre, a felemelkedésre való egyetlen lehetőségnek látja. Az éjszaka megszökik otthonról és elmegy az iskolába. Szobatársa lesz Albrecht Stein, az ottani körzetvezető fia. Albrecht egészen más, mint a többiek. Az iskolaújságot szeretné szerkeszteni és később író szeretne lenni. Apja azonban semmibe nézi fia ez irányú terveit.
A kiképzés egyre nehezebbé és kegyetlenebbé válik. Egyik éjszaka autók érkeznek. Katonák szállnak ki, és azt mondják néhány orosz hadifogoly megszökött és az őrök fegyvereivel eltűntek a közeli erdőkben. A végzősök segítségét kérik, akik jobban ismerik a környéket, mint a katonák, hogy segítsenek elfogni a szökevényeket. Friedrich csapata találja meg őket, majd miután el akarnak menekülni, lelövik az oroszokat. A fiatalok döbbenten veszik észre, hogy fegyvertelen gyerekeket öltek meg! Másnap az iskolában fogalmazást kell írni a téli tájról. Albrecht felolvassa dolgozatát az osztály előtt. Írásában elítéli az éjszakai vérengzést. Fogalmazásáért fegyelmit kap és az apját is behívják. Büntetésből csatlakoznia kell a Waffen SS-hez Ukrajnába. Kétségbeesésében öngyilkosságot követ el. Tettéért a tanárok Friedrich-et is okolják, de szemet hunynak felette, ha megnyeri az iskolák közötti boxmeccset. Friedrich-et nagyon megviselte barátja halála, ezért feladja a meccset. Kirúgják az iskolából, majd elindul hazafelé…
Iskolatársait a háború végén kivezényelték a frontra, ahol minden második diák elesett…
|  | Itt a vége a cselekmény részletezésének! |

## Egyéb címek
A filmet a különböző országokban más-más címen mutatták be:
- Napola – Argentína (fesztiválcím) / Dánia / Észtország / Németország (rövid cím)
- Before the Fall – Nemzetközi (angol cím)
- Before the Fall (Napola) – USA
- Führerns elit – svéd
- Hitler's elite – dán (DVD-cím)
- Der Führers Elite – Norvég
- Junge Wölfe – Elite für den Führer – német (munkacím)
- NaPolA – Német (a végefőcímen látható cím)
- Napola – Elite für den Führer – német (promóciós cím)
- Napola – I ragazzi del Reich – olasz
- Napola – Hitlerin eliittikoulu – finn
- Napola: Hitler's Elite – Singapore (poster cím) (angol cím)
- Napola – A Führer elit csapata – magyar film cím és DVD cím
- Академия смерти (Academy of Death) – orosz
- Napola – Hitlerova elita – Cseh

## Szereplők
- Max Riemelt mint Friedrich Weimer
- Tom Schilling mint Albrecht Stein
- Jonas Jägermeyr mint Christoph Schneider
- Leon A. Kersten mint Tjaden (mint Leon Alexander Kersten)
- Thomas Drechsel mint Hefe
- Martin Goeres mint Siegfried 'Siggi' Gladen
- Florian Stetter mint Justus von Jaucher
- Devid Striesow mint Heinrich Vogler
- Joachim Bissmeier mint Dr. Karl Klein 'Karl der Große' / Anstaltsleiter
- Michael Schenk mint Josef Peiner 'Peiniger' / Sportleher
- Justus von Dohnányi mint Gauleiter Heinrich Stein
- Claudia Michelsen mint Frau Stein
- Julie Engelbrecht mint Katharina
- Johannes Zirner mint Torben Send

A filmben szereplő vár, a Napola Allenstein, eredetileg a Hrad Bouzov csehországi kastély.

## Díjak
- Legjobb Rendező, Bavarian Film Awards, 2005
- Legjobb international film, Hamptons Nemzetközi Film Fesztivál, 2004
- Legjobb színész, Max Riemelt, Karlovy Vary Nemzetközi Film Fesztivál, 2004
- Legjobb film, Viareggio EuropaCinema, 2004